# Spravazdača 1994–2004
Spravazdača 1994–2004 (pol. Sprawozdanie 1994–2004) – album kompilacyjny białoruskiego zespołu rockowego N.R.M., wydany w 2004 roku z okazji dziesięciolecia istnienia zespołu. Płyta ukazała się w dwóch wersjach. Edycja „srebrna” (podstawowa) zawiera dwa premierowe utwory „10” oraz „Rok-n-roł nie ŭratuje”, a także po trzy piosenki z każdego z pięciu dotychczasowych albumów studyjnych grupy, wybrane w głosowaniu fanów na oficjalnej stronie internetowej zespołu. W wariancie „złotym” (rozszerzonym) znalazły się dodatkowo dwa wcześniej niepublikowane nagrania demo z jesieni 1994 roku oraz dwunastostronicowa wkładka z fotografiami zespołu z różnych okresów jego działalności.

## Lista utworów
Teksty i muzyka autorstwa zespołu (z wyjątkiem utworu 15 – autor słów: Michał Aniempadystau).
| Nr  | Tytuł utworu                                                   | Album oryginalny                                   | Długość |
| --- | -------------------------------------------------------------- | -------------------------------------------------- | ------- |
| 1.  | „10”                                                           | utwór premierowy                                   | 4:13    |
| 2.  | „Rok-n-roł nie ŭratuje”                                        | utwór premierowy                                   | 3:42    |
| 3.  | „Lohkija-lohkija”                                              | Dom kultury (2002)                                 | 5:09    |
| 4.  | „Chavajsia ŭ bulbu”                                            | Dom kultury (2002)                                 | 5:10    |
| 5.  | „Jura, jołki-pałki, Kola!”                                     | Dom kultury (2002)                                 | 3:11    |
| 6.  | „Try čarapachi”                                                | Try čarapachi (2000)                               | 3:26    |
| 7.  | „Katuj-ratuj”                                                  | Try čarapachi (2000)                               | 5:17    |
| 8.  | „My žyviem niakiepska”                                         | Try čarapachi (2000)                               | 4:14    |
| 9.  | „Pavietrany šar”                                               | Pašpart hramadzianina N.R.M. (1998)                | 3:05    |
| 10. | „Pieśni pra kachańnie”                                         | Pašpart hramadzianina N.R.M. (1998)                | 4:13    |
| 11. | „Kumba”                                                        | Pašpart hramadzianina N.R.M. (1998)                | 4:40    |
| 12. | „Partyzanskaja”                                                | Odzirydzidzina (1996)                              | 3:24    |
| 13. | „Pieśnia padziemnych žycharoŭ”                                 | Odzirydzidzina (1996)                              | 5:33    |
| 14. | „Odzirydzidzina”                                               | Odzirydzidzina (1996)                              | 2:58    |
| 15. | „Łałałała”                                                     | ŁaŁaŁaŁa (1995)                                    | 3:38    |
| 16. | „Biełyja lebiedzi”                                             | ŁaŁaŁaŁa (1995)                                    | 4:36    |
| 17. | „Byvaj!”                                                       | ŁaŁaŁaŁa (1995)                                    | 4:09    |
| 18. | „Dzie toje słova?” (tylko na „złotej” wersji albumu)           | wcześniej niepublikowane nagranie demo z 1994 roku | 3:47    |
| 19. | „Nie chadzicie ŭ ciomny les” (tylko na „złotej” wersji albumu) | wcześniej niepublikowane nagranie demo z 1994 roku | 5:19    |
|     |                                                                |                                                    | 1:19:44 |

## Twórcy

### Muzycy
- Lawon Wolski – wokal, gitara
- Pit Paułau – gitara, wokal wspierający
- Juraś Laukou – gitara basowa, wokal wspierający
- Aleh Dziemidowicz – perkusja, wokal wspierający
- Alaksandr Dudar – gitara (utwory 18, 19)[4][5]

### Pozostali
- Hienadź Syrakwasz – mastering
- Michał Aniempadystau, Alena Daszkiewicz – projekt okładki
- Dzmitryj Biezkarawajny – idea i koordynacja projektu[6]